# WFV-Pokal 1974/75
Der WFV-Pokal 1974/75 war die 22. Austragung des Pokalwettbewerbs der Männer im württembergischen Amateurfußball. Titelverteidiger war die SpVgg Ludwigsburg. Im Finale am 29. März 1975 in Freudenstadt setzte sich der Gastgeber Spvgg Freudenstadt mit einem 2:1-Sieg im Elfmeterschießen gegen die SpVgg Lindau in einem Duell zweier Amateurligisten durch, für die Spvgg Freudenstadt war dies der erste Titelgewinn bei der ersten Endspielteilnahme.
Insgesamt qualifizierten sich sechs württembergische Vertreter für den DFB-Pokal 1975/76. Der Pokalsieger Spvgg Freudenstadt scheiterte dort in der ersten Runde am Bundesligisten Eintracht Braunschweig mit einer 0:7-Niederlage, ebenso verpassten die Amateurmannschaft des VfB Stuttgart gegen den HSV Barmbek-Uhlenhorst (1:3), die Sportfreunde Schwäbisch Hall gegen die Stuttgarter Kickers (0:5) und die SpVgg Ludwigsburg gegen Borussia Dortmund (0:6) jeweils in Duellen mit Zweitligisten das Weiterkommen. Der unterlegene Finalist aus Lindau setzte sich in einem Amateurduell in der ersten Runde gegen den Itzehoer SV mit einem 3:0-Heimerfolg durch, verpasste aber in der zweiten Runde beim Amateurklub SC Jülich durch eine 1:5-Niederlage die dritte Hauptrunde. Ebenso setzte sich der VfR Heilbronn in der ersten Runde gegen die Amateure von Rot-Weiß Lüdenscheid zuhause mit einem 3:2-Sieg nach Verlängerung durch, um dann auswärts beim eine Spielklasse höher antretenden Zweitligisten SV Darmstadt 98 ebenfalls in der zweiten Hauptrunde auszuscheiden.

## Achtelfinale
| Datum      |                     | Ergebnis  |                              |
| ---------- | ------------------- | --------- | ---------------------------- |
| 26.10.1974 | SpVgg Stuttgart-Ost | 1:2 n. V. | SpVgg Ludwigsburg            |
| 26.10.1974 | GSV Maichingen      | 5:6 n. V. | Spvgg Freudenstadt           |
| 26.10.1974 | SG Bad Wimpfen      | 2:5       | Sportfreunde Schwäbisch Hall |
| 26.10.1974 | VfR Aalen           | 5:0       | VfL Kirchheim/Teck           |
| 26.10.1974 | BSV 07 Schwenningen | 1:0       | SSV Ulm 1846                 |
| 26.10.1974 | FV Ravensburg       | 1:3       | SpVgg Lindau                 |
| 26.10.1974 | FV Ebingen          | 4:3       | TB Neckarhausen              |
| 26.10.1974 | FC Tailfingen       | 1:2       | TSV Eltingen                 |

## Viertelfinale
| Datum      |                              | Ergebnis  |                     |
| ---------- | ---------------------------- | --------- | ------------------- |
| 20.11.1974 | SpVgg Ludwigsburg            | 5:1       | BSV 07 Schwenningen |
| 20.11.1974 | Sportfreunde Schwäbisch Hall | 4:3 n. E. | FV Ebingen          |
| 20.11.1974 | Spvgg Freudenstadt           | 1:0       | VfR Aalen           |
| 24.11.1974 | TSV Eltingen                 | 5:6 n. E. | SpVgg Lindau        |

## Semifinale
| Datum      |                              | Ergebnis  |                    |
| ---------- | ---------------------------- | --------- | ------------------ |
| 01.02.1975 | Sportfreunde Schwäbisch Hall | 4:5n. V.  | Spvgg Freudenstadt |
| 01.02.1975 | SpVgg Lindau                 | 5:4 n. E. | SpVgg Ludwigsburg  |

## Endspiel
| Spvgg Freudenstadt                         | Spvgg Freudenstadt | SpVgg Lindau | SpVgg Lindau |
| ------------------------------------------ | --- | --- | ------------ |
| Spvgg Freudenstadt                         | \| 29. März 1975 in Freudenstadt \| \| Ergebnis: 0:0 n. V., 2:1 n. E. \| \| Zuschauer: 1400 \| \| Schiedsrichter: Winfried Walz (Waiblingen) \|                                                                           | \| 29. März 1975 in Freudenstadt \| \| Ergebnis: 0:0 n. V., 2:1 n. E. \| \| Zuschauer: 1400 \| \| Schiedsrichter: Winfried Walz (Waiblingen) \| | SpVgg Lindau |
| Spvgg Freudenstadt                         | Charly Wurst – Werner Fahrner, Günther Braun, Max Keinath, Ulli Präuer – Dieter Grosse, Reinhold Sillak, Roland Spöhr, Fritz Knödler (100. Harry Kläger) – Rado Pongrac, Wolfgang Fischer Cheftrainer: Werner Bickelhaupt | | SpVgg Lindau |
| 29. März 1975 in Freudenstadt              | | |              |
| Ergebnis: 0:0 n. V., 2:1 n. E.             | | |              |
| Zuschauer: 1400                            | | |              |
| Schiedsrichter: Winfried Walz (Waiblingen) | | |              |